# Síndrome del bebé azul

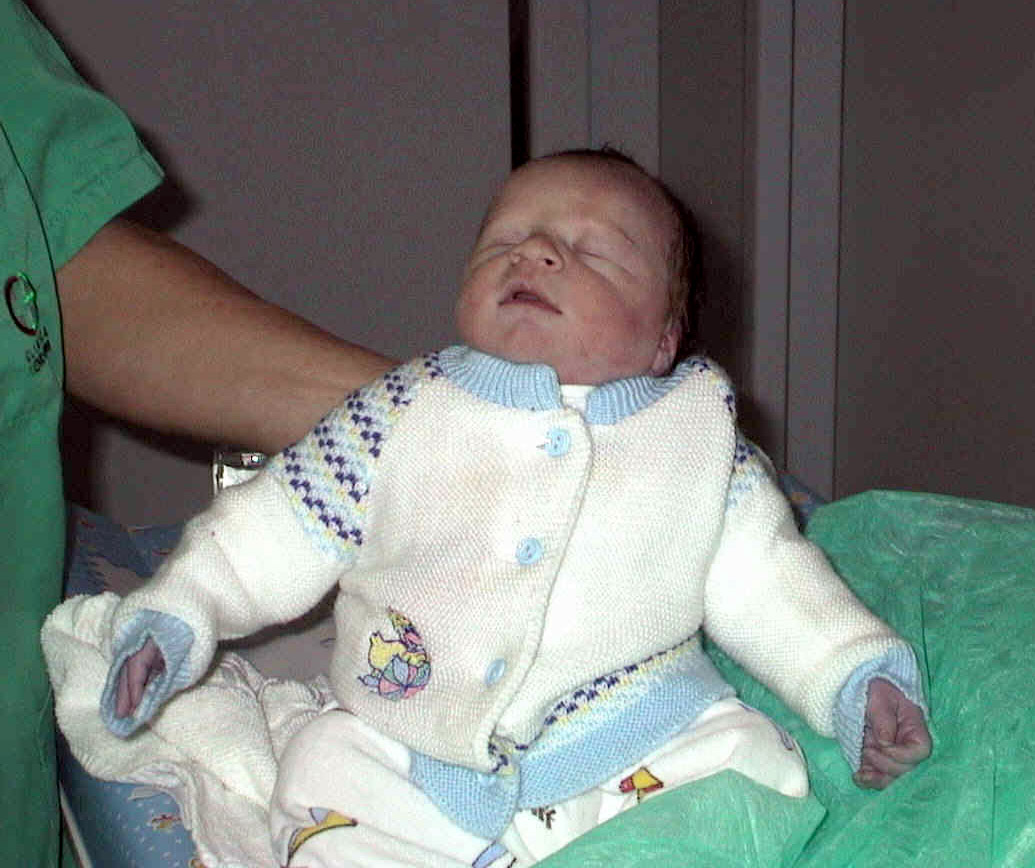
Síndrome del corazón izquierdo hipoplástico

El síndrome del bebé azul es un término usado en medicina para referirse a un neonato con cualquier condición que le cause cianosis, tales como:
- Defectos cardíacos cianóticos:
  - Tetralogía de Fallot;
  - Transposición de los Grandes Vasos (TGA);
  - Síndrome del corazón izquierdo hipoplásico;
- Metahemoglobinemia;
  - Incluyendo la contaminación del bebé con nitratos en el agua.[1]
- Síndrome de dificultad respiratoria.

## Historia
El 29 de noviembre de 1944, el Hospital Johns Hopkins fue el primero en lograr con éxito una operación para aliviar el síndrome. Descrito inicialmente por el cirujano Alfred Blalock y su asistente Vivien Thomas en 1943 por referencia de la cardiólogo Helen Taussig quien había con anticipación tratado a neonatos con la tetralogía de Fallot. Los cirujanos adaptaron un procedimiento quirúrgico desarrollado poco antes con otros fines, el cual consistía en la anastomosis o unión de la arteria subclavia con la arteria pulmonar permitiéndole así a la sangre un intento adicional a ser oxigenada por los pulmones. El procedimiento recibe hoy el nombre de shunt de Blalock-Taussig.